# William Twaits
William Twaits (Galt, Ontario, 20 d'agost de 1879 - Sarnia, Ontario, 13 d'abril de 1941) va ser un futbolista canadenc que va competir a principis del segle xx. El 1904 va prendre part en els Jocs Olímpics de Saint Louis, on guanyà la medalla d'or en la competició de futbol com a membre del Galt F.C., que representava el Canadà.